# Ундула
Унду́ла (Мундала; рос. Ундула, Мундала) — річка в Кіровській області (Уржумський район), Росія, права притока Кільмезю.
Річка починається за 4 км на південний схід від колишнього села Андреєвський. Річка протікає спочатку на південь, потім на південний захід. Береги заліснені (окрім гирла), русло вузьке, долина широка. Приймає декілька дрібних приток, найбільша з яких ліва Красна. Впадає до Кільмезі за 5 км від її гирла.
Над річкою не розташовано населених пунктів, збудовано лише один дерев'яний міст.